# Илатов, Роберт
Роберт Илатов  (ивр. רוברט אילטוב‎,
род. 12 ноября 1971, Андижан, Узбекская ССР, сегодня Узбекистан) — израильский политик, депутат Кнессета 17-го, 18-го и 19-го созывов, член политического объединения «Ликуд — Наш дом Израиль» («Ликуд — НДИ»).

## Биография
Роберт Илатов родился 12 ноября 1971 года в семье бухарских евреев в городе Андижан Узбекской ССР, где и прошло его детство.
В 1985 году репатриировался в Израиль и поселился в Нетании. Окончил 12 классов средней школы имени Черниховского и колледж при Тель-Авивском университете.

### Трудовая деятельность
С 2003 по 2006 год Роберт Илатов занимал пост заместителя мэра Нетании, возглавлял муниципальную комиссию по абсорбции, был уполномоченным по вопросам транспорта, стоянок и городских информационных систем. С 2000 по 2006 год в больнице «Ланиадо» —  ответственный по связям с общественностью.

### Карьера в партии и политике
Политическая карьера Илатова началась в рядах партии «Исраэль ба-Алия» (ИБА) в 1997 году, от которой и прошел в муниципальный совет города Нетания на муниципальных выборах в 1998 году. После выборов перешёл в партию «Наш дом Израиль».
На выборах 2006 года Роберт Илатов девятым номером в партийном списке партии «Наш дом — Израиль» баллотируется в Кнессет 17-го созыва и становится депутатом. А с 25 февраля 2007 года он председатель парламентской фракции НДИ в кнессете.

### В Кнессете
- Кнессет 17 17 апреля 2006 года — 24 февраля 2009 года
- Кнессет 18   24 февраля 2009 года — 5 февраля 2013 года
- Кнессет 19   5 февраля 2013 года — 31 марта 2015 года
- Кнессет 20   с 31 марта 2015 года

### Фракции
- Кнессет 17 «Наш дом — Израиль»
- Кнессет 18 «Наш дом — Израиль»
- Кнессет 19 «Ликуд — НДИ»

### Деятельность в комиссиях
- Кнессет 17
  - Председатель комиссии по экономике
  - Член комиссии по внутренним делам и защите окружающей среды
  - Член законодательной комиссии
  - Член комиссии по вопросам алии, абсорбции и диаспоры
  - Член комиссии по науке и технологии
  - Член комиссии по экономике
  - Член подкомиссии по развитию конкуренции в отрасли сотовой связи
  - Член комиссии Кнессета
  - Член комиссии по обращениям граждан
  - Член парламентской следственной комиссии по вопросу банковских сборов
- Кнессет 18
  - Председатель подкомиссии по улучшению положения наукоемких отраслей
  - Член комиссии Кнессета
  - Член комиссии по экономике
  - Член комиссии по иностранным делам и обороны
- Кнессет 19
  - Член комиссии Кнессета
  - Член финансовой комиссии
  - Член комиссии по экономике
  - Член комиссии по вопросам государственного контроля
  - Член комиссии по вопросам алии, абсорбции и диаспоры
  - Член объединенной финансово-экономической комиссии по содействию конкуренции в пищевой промышленности

### Другие должности
- Кнессет 17
  - Председатель фракции «Наш дом — Израиль»
  - Член общественного лобби
  - Член лобби по борьбе с насилием и преступностью
  - Председатель дружественного парламентского российско-израильского объединения
  - Председатель дружественного парламентского эстонско-израильского объединения
- Кнессет 18
  - Председатель фракции «Наш дом — Израиль»
  - Председатель лобби в поддержку высоких технологий в Израиле
  - Член форума Кнессета по международным отношениям
  - Член лобби в Кнессете для продвижения контактов с христианскими общинами в мире
  - Член лобби в защиту инвалидов Армии Обороны Израиля, семей, потерявших своих близких, вдов и сирот
  - Член лобби по укреплению связей с американским еврейством
  - Председатель дружественного парламентского российско-израильского объединения
  - Председатель дружественного парламентского азербайджанско-израильского объединения
- Кнессет 19
  - Председатель лобби в поддержку высоких технологий в Израиле
  - Председатель лобби в поддержку укрепления рынка и экономики в Израиле
  - Председатель лобби в поддержку туризма
  - Член лобби по защите прав еврейских беженцев из арабских стран
  - Член лобби по укреплению еврейского мира
  - Член лобби в Кнессете для продвижения контактов с христианскими общинами в мире
  - Председатель дружественного парламентского белорусско-израильского объединения
  - Председатель дружественного парламентского российско-израильского объединения
  - Председатель дружественного парламентского сербско-израильского объединения
  - Председатель дружественного парламентского украинско-израильского объединения

## Личная жизнь
Супруга, Ирина Илатова, репатриировалась в Израиль из Минска. Она выпускница Минского института физической культуры и мастер спорта по художественной гимнастике. Работает в педагогическом центре при мэрии Нетании. Роберт и Ирина познакомились в 1999 году — они вместе работали в муниципалитете. Сыновья — Давид, 2001 года рождения, и Ариэль, 2010 года рождения. 

У Роберта Илатова — два младших брата.

Проживает с семьёй в Нетании.

## Награды
- Орден «Дружба» (28 декабря 2017 года, Азербайджан) — за заслуги в развитии дружественных связей между народами Азербайджана и Израиля[3].